# Telmatoscopus odontostylis
Telmatoscopus odontostylis är en tvåvingeart som beskrevs av Duckhouse 1987. Telmatoscopus odontostylis ingår i släktet Telmatoscopus och familjen fjärilsmyggor.
Artens utbredningsområde är Malawi. Inga underarter finns listade i Catalogue of Life.